# HAL 9000
HAL 9000 (Heuristically programmed ALgorithmic computer, ou Computador Algorítmico Heuristicamente Programado em tradução livre) é um personagem ficcional da série Odisséia Espacial, de Arthur C. Clarke, e foi imortalizado pela adaptação cinematográfica feita por Stanley Kubrick do primeiro volume da mesma, 2001: A Space Odyssey, de (1968).
Na trama, HAL é um computador com avançada inteligência artificial, instalado a bordo da nave espacial Discovery e responsável por todo seu funcionamento. No filme, é representado por câmeras distribuídas através da nave, sendo sua voz dublada pelo ator canadense Douglas Rain. HAL tornou-se operacional na usina HAL situada em Urbana, Illinois no dia 12 de janeiro de 1992 (no romance de Clarke, entretanto, é mencionado o ano de 1997) e foi criado pelo indiano Dr. Sivasubramanian Chandrasegarampillai, ou simplesmente Dr. Chandra (no filme o cientista que o cria é o Dr. Langley, que na vida real designa o centro de pesquisa onde foi desenvolvido o primeiro computador acoplado a um sintetizador de voz, em 1962, tecnologia que permite a HAL falar). HAL é ilustrado como sendo capaz de falar naturalmente, realizar reconhecimento facial e vocálico, fazer leitura labial, apreciar manifestações artísticas, interpretar emoções, raciocinar, expressar emoções (inclusive medo) e jogar xadrez.
Na tradução do filme para outras línguas, HAL foi batizado diferentemente. Em francês, por exemplo, foi chamado de Câmera vermelha ("Câmera" por ser preta e "Vermelha" por ter uma pequena bola vermelha ); entretanto, nas famosas plaquetas das câmeras, seu nome original foi mantido.
Algumas fontes afirmam que o nome HAL deriva de IBM. De fato, cada letra de HAL é exatamente uma anterior, alfabeticamente, às letras de IBM. Entretanto o autor sempre negou essa informação. "Teríamos mudado o nome se tivéssemos percebido a coincidência", escreveu Clarke em seu livro The Lost Worlds of 2001, citando ainda o apoio que a empresa deu durante as filmagens.
O HAL 9000 foi um dos principais personagens da série, aparecendo em todos os livros. Considerado o marco inicial da inteligência artificial, demonstrou não apenas qualidade de processamento mas uma espécie de sentimento próprio, o qual demonstra ao se sacrificar em prol da vida de outros personagens em[carece de fontes?] 2010: Odyssey Two e se desculpar a David Bowman (Odisseia no Espaço) pelos seus atos em 2001. Foi considerado o principal vilão de 2001: A Space Odyssey porem após sua reprogramação pelo doutor Dr. Chandra este revelou que a culpa pelos incidentes foram os programadores que não contaram a missão para Hal, fazendo com que o computador desenvolvesse um a certa paranoia sobre o objetivo de sua missão. Após seu sacrifício HAL foi englobado pelo monólito, voltando a ser companheiro de David Bowman, trabalhando em conjunto com o monólito para desenvolverem inteligência nos seres de Europa. Futuramente em 2061: Odyssey Three Hal e Bowman ajudam Heywood Floyd em um resgate de seu neto que estava preso em Europa após sua nave ter sido sequestrada. Em 3001: The Final Odyssey HAL provou seu lado mais heroico junto com David Bowman, onde ao ajudarem a humanidade contra os criadores do monólito. Acabaram sofrendo os danos do vírus, antes de seu possível fim HAL fez um backup deles em um pen drive, este foi guardado em uma base localizado na lua. "Nada mais justo que um dia estes heróis possam ser ressuscitados."